# A Pedra do Gênesis
A Pedra do Gênesis é o décimo quarto e último álbum de estúdio solo do cantor e compositor brasileiro Raul Seixas, lançado em 22 de agosto de 1988 pela gravadora Copacabana e gravado entre 24 de fevereiro e agosto de 1988 no estúdio independente São Paulo, em São Paulo, e nos estúdios da gravadora Copacabana, em São Bernardo do Campo. Este foi o último álbum solo do cantor e o último pela pequena gravadora paulista. Representou uma última tentativa de retornar ao personagem do místico e do profeta que marcaram a fase de maior sucesso de público e crítica de sua carreira.
O álbum foi bem recebido pela crítica especializada, mas as vendagens foram decepcionantes. A principal razão foi a péssima divulgação do trabalho, fruto dos baixos investimentos da gravadora e do fato de Raul não ter saído em turnê para promover o disco, tendo em vista seus problemas de saúde (pancreatite crônica), com álcool e com drogas. Ao lançamento do álbum seguiu-se a separação de sua quinta e última mulher, Lena Coutinho. Seu afastamento dos palcos continuaria até o início da sua turnê de retorno aos palcos com o músico Marcelo Nova, em 18 de setembro de 1988, menos de 1 mês após o lançamento do disco.

## Antecedentes
Após o lançamento de seu último disco, Raul continuou com problemas relacionados ao consumo de drogas e à sua saúde que vinha, cada vez mais, se deteriorando. O cantor baiano sofria de pancreatite crônica - teve que retirar metade do pâncreas em 1979 - e precisava tomar insulina constantemente. O músico já não vinha fazendo shows desde a sua última apresentação em São Paulo, em dezembro de 1985, e, o afastamento dos palcos, acabava gerando uma espécie de ostracismo já que ninguém falava sobre Raul nos jornais e em revistas. Também, aumentavam as dificuldades para gravar já que este era o último disco previsto pelo seu contrato com a modesta gravadora paulista, a Copacabana, e os empresários das gravadoras tinham reservas à figura controversa de Raul Seixas, visto como um mau profissional.

## Gravação e Produção
O compositor baiano utilizou-se de três canções gravadas para o disco anterior que foram barradas pela censura e somente liberadas após a intervenção do diretor-geral da polícia federal, Romeu Tuma: "Check-up", "Fazendo o Que o Diabo Gosta" e "Não Quero mais Andar na Contramão (No No Song)". A segunda tinha sido censurada por conter uma letra com sugestões sexuais e a primeira e a terceira por citarem drogas e/ou medicamentos controlados. Além delas, gravou algumas outras feitas em parceria com sua quinta mulher, Lena Coutinho.

## Resenha musical
O álbum começa com "A Pedra do Gênesis" que tem ecos do misticismo de "Eu Nasci Há 10 Mil Anos Atrás" e, também, de "Gîtâ". Segue com "A Lei", cuja letra é uma ode ao anarquismo, que tem uma orquestração mais pesada e definida e conta com frases do manifesto da sociedade alternativa, trazendo a música homônima incidentalmente. "Fazendo o Que o Diabo Gosta" apresenta uma correspondência sutil com "S.O.S.", do álbum Gita. "Não Quero mais Andar na Contramão (No No Song)" é uma versão da canção de Hoyt Axton, tornada famosa pelo ex-Beatle Ringo Starr em seu álbum Goodnight Vienna, de 1974. A canção é apenas uma brincadeira, sem nenhuma história pessoal ou propaganda, segundo Raul. "Lua Bonita" é uma toada de Zé do Norte da qual Raul faz uma bela versão e "Areia da Ampulheta" encerra o disco com ecos, novamente, de "Gîtâ".

## Recepção

### Lançamento
O álbum foi lançado em 22 de agosto de 1988 e, sem uma divulgação razoável por parte da gravadora, vendeu muito abaixo do esperado e das vendagens de seu último álbum. O lançamento do álbum foi acompanhado do lançamento de um compacto com a canção "Não Quero mais Andar na Contramão (No No Song)", que teve baixa execução nas rádios. O disco acabou sendo um fracasso comercial e, acompanhado do fim de seu quinto casamento, quase decretou o fim da carreira do cantor e compositor baiano. A volta por cima viria com a turnê de volta aos palcos - Anestesia - ao lado do amigo e cantor Marcelo Nova, em 18 de setembro de 1988, menos de 1 mês após o lançamento do disco.

### Crítica
| Críticas profissionais      | Críticas profissionais |
| Avaliações da crítica       | Avaliações da crítica  |
| Fonte                       | Avaliação              |
| --------------------------- | ---------------------- |
| O Estado de S. Paulo (1988) | Neutra                 |
| O Globo (1988)              | Favorável              |
| Jornal da Tarde             | Favorável              |

O álbum foi bem recebido pela crítica especializada, com uma aclamação quase unânime aos esforços de Raul Seixas. As críticas focavam os elogios nos arranjos simples, nas belas orquestrações e no retorno do tema esotérico à obra do cantor baiano. Superada a aposta na imagem do roqueiro clássico feita nos três discos anteriores (Raul Seixas, de 1983; Metrô Linha 743, de 1984; e Uah-Bap-Lu-Bap-Lah-Béin-Bum!, de 1987), Gênesis aposta na recuperação da imagem do mago, do grande esotérico que traz uma mensagem cifrada. Podemos perceber isso desde a imagem da capa: ao invés de uma imagem atual, utiliza-se uma foto de arquivo, de 1974. Desse modo, também, as críticas continuam apostando na comparação das canções do novo trabalho com outras que fizeram sucesso no início da carreira de Raul. Outra linha de crítica utilizada é a alusão aos problemas pessoais do cantor, presentes nas letras de suas canções que falam de alcoolismo, problemas de saúde e proximidade da morte.
Paulo Pestana fez uma crítica simples e em tom neutro, apenas tentando descrever o álbum pontuando com trechos de entrevista com Raul para O Estado de S. Paulo. Miguel de Almeida, em O Globo, faz crítica bastante favorável na qual insiste na oposição da figura de Raul (o verdadeiro) em contraste com aquelas dos novos roqueiros da década de 1980 (os falsos), além de comentar a atual situação precária de Raul Seixas, sempre de modo positivo e com bom humor. Castilho de Andrade, escrevendo para o Jornal da Tarde, dá ênfase à volta do mago como persona presente no trabalho de Raul, com comparações com a fase áurea e elogios até para a mulher de Raul como letrista.

### Relançamentos
O álbum foi relançado em CD pela Copacabana em 2003.

## Faixas
| Lado A         |                               |                                                    |         |  |
| N.º            | Título                        | Compositor(es)                                     | Duração |  |
| 1.             | "A Pedra do Gênesis"          | Raul Seixas / Lena Coutinho / José Roberto Abrahão | 2:48    |  |
| 2.             | "A Lei"                       | Raul Seixas                                        | 3:17    |  |
| 3.             | "Check-up"                    | Raul Seixas                                        | 2:21    |  |
| 4.             | "Fazendo o Que o Diabo Gosta" | Raul Seixas / Lena Coutinho                        | 2:23    |  |
| 5.             | "Cavalos Calados"             | Raul Seixas                                        | 2:10    |  |
| Duração total: | Duração total:                | Duração total:                                     | 12:59   |  |

| Lado B         |                                                   |                                                                     |         |  |
| N.º            | Título                                            | Compositor(es)                                                      | Duração |  |
| 1.             | "Não Quero mais Andar na Contramão (No No Song)"  | David P. Jackson / Hoyt Axton / Versão: Raul Seixas / Lena Coutinho | 2:28    |  |
| 2.             | "I Don't Really Need You Anymore"                 | Raul Seixas / Cláudio Roberto                                       | 3:04    |  |
| 3.             | "Lua Bonita"                                      | Zé do Norte / Zé Martins                                            | 2:09    |  |
| 4.             | "Senhora Dona Persona (Pesadelo Mitológico nº 3)" | Raul Seixas / Lena Coutinho                                         | 2:39    |  |
| 5.             | "Areia da Ampulheta"                              | Raul Seixas                                                         | 2:31    |  |
| Duração total: | Duração total:                                    | Duração total:                                                      | 12:51   |  |

## Créditos
Créditos dados pelo Discogs.

### Músicos
- Vocais: Maria Aparecida de Souza (Cidinha), Rita Kfouri, Nadir, Carlinhos, Luis Carlos e Ringo
- Guitarra elétrica: Rick Ferreira, Antenor Gandra e Álvero
- Saxofone tenor: Cacá
- Saxofone alto: Nailor Proveta
- Trompete: Tenisson Rufino
- Trombone: Azevedo
- Teclados: Miguel Cidras
- Baixo: Geraldinho Vieira
- Bateria: Albino Cezar Infantozzi

### Ficha técnica
- Direção artística: Juvenal de Oliveira
- Direção de produção: Raul Seixas
- Arranjos e regência: Miguel Cidras e Rick Ferreira
- Arranjos de base: Raul Seixas
- Arregimentação: Mario Casali
- Técnicos de gravação: Paulo Roberto Jurazo, Zé Cafi e João Campanha
- Mixagem: Paulo Roberto Jurazo
- Corte: Getúlio B. C. Júnior
- Concepção de capa: Raul Seixas e Lena Coutinho
- Layout, arte final e foto capa e contracapa: Lena Coutinho